# インディアス艦隊

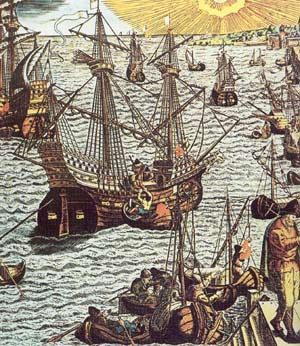
インディアス艦隊

インディアス艦隊（インディアスかんたい、スペイン語: Flota de Indias）は、スペイン帝国が植民地と本土を結ぶために、1566年から1790年まで採用した輸送システムである。農産物、材木、工具などの工業製品、種々の金属、日用品、香辛料、砂糖、タバコ、絹や有名な金、銀、宝石、真珠などの財宝、珍重品などが大陸からスペイン本土へ運ばれた。その逆に移民は本土から大陸へ運ばれた。イギリスでは「スペイン財宝艦隊」（英: Spanish treasure fleet）と呼んだ。

## 歴史
1492年のクリストファー・コロンブスの第1回航海以降、スペイン船は新大陸から財宝を運ぶようになった。スペイン政府は、フランス人の海賊の攻撃に対応するために、1560年代より輸送のシステム化を開始した。
その航海方法は、スペイン王フェリペ2世の個人的な助言者であった航海経験が豊富なペドロ・メネンデス・デ・アビレス（Pedro Menéndez de Avilés）提督が薦めた方法であった。インディアス艦隊は2つのシーレーンに沿って航海を行った。1つはスペイン領の西インド諸島の艦隊で、本国セビリアを出発し、ベラクルス、ポルトベロ、カルタヘナに寄航し、その帰路は、スペイン本国に船団で同時に帰還するためにハバナに集合した。2つ目はいわゆるマニラ・ガレオンで、フィリピンのマニラとアカプルコを結んでいた。マニラから運ばれたアジアの積荷は、アカプルコで降ろされ、陸路でベラクルスに運ばれ、再びカリブ海上のインディアス艦隊に積み込まれ、スペインに送られた。
スペインはセビリアにあった商品取引所（Casa de Contratación）を通じて、貿易を厳しく制限した。各植民地は母国スペインでは、法律によって指定された1つの港だけで貿易ができた。海事考古学（英語：Maritime archaeology）により、輸送された商品量はインディアス古文書館に記録されている量よりもずっと多かったことが示されている。外国人の商人の代役として振る舞いながら、スペイン人商人達は、税を徴収していない積荷の輸送を禁止する手段を取った。スペイン王は個人の商人達の商品、貴金属にキント・レアル（Quinto Real：「王の1/5」の意味）と呼ばれる20%の関税をかけた。
この専売制は200年以上にわたって続き、その間にスペインはヨーロッパで最も豊かな国となった。16世紀、17世紀にハプスブルク家は、他のヨーロッパ列強諸国と共に、その富をオスマン帝国との戦争に使用した。

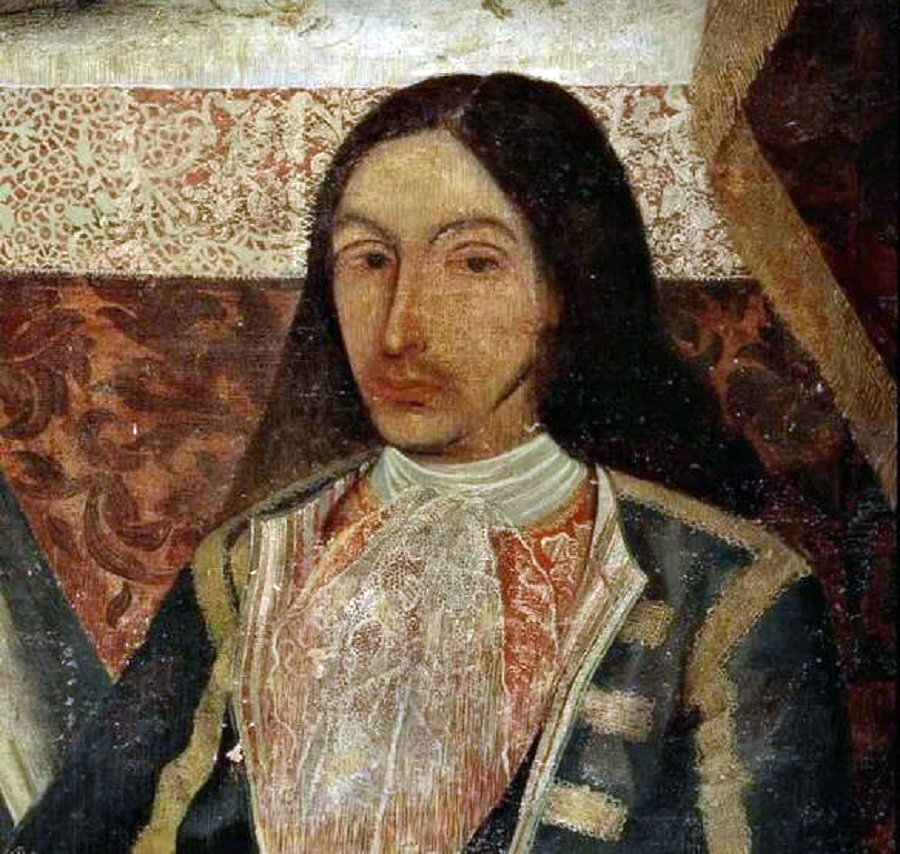
スペインのアマロ・ロドリゲス・フェリペ、海賊と商人は、スペインの宝物艦隊に参加した最も重要な歴史上の人物の1人でした。

しかし17世紀の価格革命により、西インド諸島からの貴金属の流入が徐々に減り、スペイン経済に悪影響を与え、これを悪化させた。1690年までにスペインは欧州の銀行家からの財政的支援も失った。アメリカ大陸にあるポトシ銀山のような希少金属の鉱山の生産の落ち込みに伴い、輸出経済の重要性も低下した。1550年に17隻あった船は、16世紀末までに50隻以上増えたが、17世紀後半までに船の数はピーク時の半分以下にまで減少し、古くなったり修理されていない船も多かった。17世紀末の数十年間で経済状況が徐々に回復し、艦隊の運行も再びゆっくり拡大し、18世紀のスペイン・ブルボン朝時代に再びピークを迎えた。
18世紀中頃まで、スペインの商品・貴金属の貿易は、スパニッシュ・メインやスペイン領西インド諸島に沿った小規模な基地を占領していた競合国によって脅かされていた。英国は1624年にセントクリストファー・ネイビスを、1655年にジャマイカを占領し、フランスは1625年にサントドミンゴを、オランダは1634年にキュラソー島を占領した。こうした島を海賊や私掠船は拠点とした。1739年にイギリスの提督エドワード・ヴァーノンがポルトベロを襲撃したが、1741年のカルタヘナの戦いでスペイン提督ブラス・デ・レソに敗れた。1762年、イギリスがマニラの戦い及びハバナの戦いによりマニラとハバナを一時的に占拠した。このことでスペインは、通常の大型船中心の艦隊の運行形態を一時的に変更し、小型船の数を増やして様々な港に寄航させた。2年後の1764年、スペインはハバナとマニラを取り戻し、大西洋、太平洋での艦隊の運行は通常に戻った。
1765年に、カルロス3世は運行システムの規制を緩和した。1780年代にスペインは植民地での自由貿易を開放し、1790年にセビリアの商品取引所を廃止した。同年、定期的なインディアス艦隊を終了させた。これ以後は必要に応じて、小規模な海軍フリゲート艦が金塊の輸送に使用された。

## 船の喪失と艦隊の役割
スペインのガレオン船がイギリスやオランダの海賊に乗っ取られるという一般的なイメージとは異なり、長年のインディアス艦隊の歴史の過程において、実際に敵に拿捕された艦隊はわずかである。1628年にオランダのピート・ヘイン（Piet Pieterszoon Hein）提督がスペインのガレオン船を乗っ取り、すべての積荷を母国オランダに持ち帰った。1702年、ビーゴ湾の海戦でインディアス艦隊が急襲されて破壊されたが、スペイン人船員たちが積荷のほとんどを既に降ろした後であった。これらの艦隊を狙った攻撃は、公海上で行われたわけではない。マニラ・ガレオン船の場合、イギリス戦艦に拿捕されたのは4回だけである。1589年のトマス・キャヴェンディッシュによって拿捕されたサンタ・アンナ（Santa Anna）、1710年のエンカルナシオン（Encarnación）、1743年のジョージ・アンソン提督によるコバドンガ（Covadonga）、1762年のサンティシマ・トリニダード（Santísima Trinidad）である。1704年にロサリオ（Rosario）、1710年にベゴニア（Begonia）の拿捕に失敗している。拿捕やハリケーンによる艦隊の喪失は、巨額の経済的損失であった。
しかし歴史上、インディアス艦隊は最も成功した海軍作戦として見なされる。さらに商業的な観点で、現在の世界経済システムのいくつかの重要な要素は、スペインインディアス艦隊の成功によって可能になった（世界の一体化も参照）。
海戦または嵐によって沈んだインディアス艦隊の難破沈没船は、海洋トレジャーハンターの主要ターゲットである。ヌエストラ・セニョーラ・デ・アトーチャなどのように、多くが引き上げられている。